# 焖面
焖麵是山西和内蒙古西部的一种传统面食，典型的北方家常美食。

## 作法
以面条覆盖于半熟的炖菜之上一并以小火焖熟。配菜可以选择，但通常以肉丝豆角为最常见。
豆角焖麵在山西、内蒙古河套地区颇为流行。也是京津冀等地部分居民的家常饭。